# 16852 Нуреддуна
16852 Нуреддуна (16852 Nuredduna) — астероїд головного поясу, відкритий 21 грудня 1997 року.
Тіссеранів параметр щодо Юпітера — 3,595.